# Boa Ventura
Boa Ventura este un oraș în Paraíba (PB), Brazilia.